# نمای انبار آقای کمالی
نمای انبار آقای کمالی مربوط به دوره پهلوی اول است و در مشهد، خیابان امام خمینی، نبش چهار راه سعدی واقع شده و این اثر در تاریخ ۱۱ مرداد ۱۳۸۴ با شمارهٔ ثبت ۱۲۳۷۸ به‌عنوان یکی از آثار ملی ایران به ثبت رسیده است.